# Путешественник не по торговым делам
«Путешественник не по торговым делам» (англ. The Uncommercial Traveller) — собрание литературных зарисовок и воспоминаний, написанных Чарльзом Диккенсом, опубликованных в 1860—1861 годах.
В 1859 году Диккенс основал новый журнал под названием «Круглый год», и статьи «Путешественника не по торговым делам» стали бы его основным содержанием. Волне вероятно, он выбрал звание и личность Путешественника в результате речи, которую он произнес 22 декабря 1859 года в Лондонской Школе Коммерческих Путешественников в качестве почётного председателя и казначея. Он прекрасно сочетал в себе писателя, который любил путешествовать не только как турист, но и исследовать и сообщать о том, что он нашёл, посещая Европу, Америку и читая книги по всей Британии. Не почивал и в старости, когда достиг богатства и признания, и продолжил путешествия, но уже на местном уровне, гуляя по улицам Лондона. Он часто страдал от бессонницы, и его ночные скитания дали ему представление о некоторых скрытых аспектах викторианского Лондона, детали которых он также включил в свои романы.

## Чатем
Особый интерес представляют элементы автобиографии Диккенса, такие как его воспоминания и мнения о родном городе детства Чатем под именем Дуллборо. Он также описывает период вынужденного бездействия — «Листок мухи в жизни» — он был вынужден терпеть после коллапса из-за напряженного графика публичных чтений. В «Рассказах медсестры» он раскрыл один из источников своей истории, рассказывающей о талантах и своей любви к рассказам о призраках: страшные истории, которые его медсестра с удовольствием рассказывала молодому автору.

## Королевская чартерная буря
Во второй главе описываются результаты визита, который он совершил в Англии в 1859 году, чтобы исследовать крушение Королевской хартии — корабля, возвращающегося из Австралии. В октябре 1859 года он был брошен на скалы во время сильного шторма, который разрушил многие другие корабли и стал известен как шторм Королевской хартии. Королевская хартия была вывезена на берег на восточном побережье Англси к северу от деревни Мельфре рано утром 26-го, и в конечном итоге была разбита о скалы, в результате чего погибло более 450 человек. Диккенс посетил место происшествия и поговорил с настоятелем церкви Лланалго, преподобным Стивеном Рузом Хьюзом, чьи усилия по поиску и опознанию тел, вероятно, привели к его преждевременной смерти вскоре после этого. Диккенс даёт яркую иллюстрацию силы бури.

## Истории
Роль исследователя интересного была объяснена Диккенсом в введении к работе:
Позвольте представиться сначала негативно. Ни один хозяин не мой друг и не брат, ни одна горничная не любит меня, ни один официант не поклоняется мне. Никакой кусок говядины, ни языка, ни ветчины специально не приготовлен для меня, для меня специально не готовят голубиный пирог, мне не адресована реклама в отелях. Ни один дом общественного развлечения в Соединенном Королевстве не заботится о моем мнении. Когда я отправляюсь в путешествие, меня обычно не оценивают по низкой стоимости в счете, когда я прихожу домой из своих путешествий, я никогда не получаю комиссию. Я ничего не знаю о ценах. Как путешественника по городу — меня никогда не увидят за рулем автомобиля, как путешественника по стране — меня редко можно встретить на концерте.
И все же — продолжая сейчас, чтобы представить себя позитивно — я одновременно и городской, и деревенский путешественник, и всегда нахожусь в пути. Образно говоря, я путешествую за великим домом Человеческих Интересных Братьев, и у меня довольно большая связь в сфере модных товаров. Говоря буквально, я всегда брожу здесь и там, вижу много мелочей и некоторых замечательных вещей.
Это мои главные полномочия в качестве некоммерческого путешественника.
Диккенс начал с написания 17 эпизодов, которые были напечатаны с 28 января по 13 октября 1860 года. Они были опубликованы в одном издании в 1861 году. В 1863-65 он время от времени выпускал еще одиннадцать статей, а расширенное издание работы было напечатано в 1866 году. Так же он вернулся к нескольким наброскам, написанным в 1868-69, и полный набор этих статей был опубликован в 1875 году.
Эта работа не сильно отличается от статей, написанных в начале его литературной карьеры. Они показывают его остроумие, юмор и иногда его праведное негодование по отношению к тому, что он видел.